# Cardano al Campo
Cardano al Campo là một đô thị ở tỉnh Varese, trong vùng Lombardia của Italia. Cardano al Campo có diện tích 9 km2 và dân số 12.872 người (thời điểm 31/12/2004).